# Caecilius (djur)
Caecilius är ett släkte av insekter som beskrevs av Curtis 1837. Caecilius ingår i familjen fransvingestövsländor.
Släktet innehåller bara arten Caecilius fuscopterus.